# 凱德角
凱德角（英語：Kade Point）是南極洲的海岬，位於南喬治亞島南岸，處於艾斯港和威爾森港之間，名稱可追溯至1912年左右，現時由英國海外領土管轄。